# Вачелайский сельсовет
Вачелайский сельсовет — муниципальное образование со статусом сельского поселения в Сосновоборском районе Пензенской области Российской Федерации.
Административный центр — село Вачелай.

## История
Статус и границы сельского поселения установлены Законом Пензенской области от 2 ноября 2004 года № 690-ЗПО «О границах муниципальных образований Пензенской области».
Законом Пензенской области от 4 апреля 2017 года № 3027-ЗПО были преобразованы, путём их объединения, сельские поселения Вачелайский и Нижнемывальский сельсоветы в Вачелайский сельсовет с административным центром в селе Вачелай.

## Население
| 2002  | 2010  | 2012  | 2013  | 2014  | 2015  | 2016  |
| ----- | ----- | ----- | ----- | ----- | ----- | ----- |
| 1471  | ↘1317 | ↘1283 | ↘1230 | ↘1204 | ↘1176 | ↘1144 |
| 2017  | 2018  | 2021  |       |       |       |       |
| ↘1127 | ↗1442 | ↘1335 |       |       |       |       |

## Состав сельского поселения
| № | Населённый пункт | Тип населённого пункта       | Население |
| - | ---------------- | ---------------------------- | --------- |
| 1 | Бартеньевка      | деревня                      | 3         |
| 2 | Вачелай          | село, административный центр | ↘460      |
| 3 | Верхний Мывал    | село                         | ↘0        |
| 4 | Карауловка       | деревня                      | 23        |
| 5 | Нижний Мывал     | село                         | ↘433      |
| 6 | Тешнярь          | село                         | ↘777      |
| 7 | Топоровка        | село                         | ↘54       |